# Rodolfo Acuña
Rodolfo Aníbal Acuña Navarro (Buenos Aires, 12 de agosto de 1894-San Fernando del Valle de Catamarca, 19 de enero de 1970). Gobernador de la Provincia de Catamarca en el período 1932-1935 y Senador Nacional por la misma provincia (1936-1938).
Rodolfo Acuña Navarro era hijo de Pedro Ignacio Acuña Molina y Javiera Navarro. Nieto del Gobernador Dr. Tadeo Acuña y del dos veces gobernador General Octaviano Navarro; bisnieto de Francisco de Acuña, último gobernante español de Catamarca. Primo hermano del gobernador Dr. Enrique Ocampo Acuña. 
Rodolfo Acuña realizó sus estudios primarios y secundarios en Catamarca, donde egresó del Colegio Nacional en el año 1913. Posteriormente estudió Derecho en la Universidad de Buenos Aires donde obtuvo el título abogado el 27-VIII-1919, doctorándose en jurisprudencia, el 27-XII-1920. Su tesis doctoral se tituló "Censo y Representación Parlamentaria." 
En su provincia fue Agente Fiscal (24-X-1919), Juez Civil (2-II-1920) y del Crimen (4-XI-1920/23) y Miembro de la Corte de Justicia. (10-X-1923). Junto a comprovincianos como Ramón S. Castillo, Alberto Figueroa, Aurelio S. Acuña fue un miembro destacado del Partido Conservador, que en el orden nacional respondía al General Agustín P. Justo y que se integró en la Concordancia con radicales antipersonalistas como Roberto M. Ortiz y socialistas como Antonio di Tomaso y Federico Pinedo. 
A los 37 años de edad fue elegido Gobernador constitucional (20-II-1932 -15-XI-1935). Fueron sus Ministros D. Felipe E. Ponferrada y el Dr. Raúl Ortega. Concluida su gobernación fue elegido Senador Nacional (1936-38) y más tarde, en 1946 Juez Federal de Catamarca. 
Músico igual que su padre el Dr. Pedro Ignacio Acuña, fue Director del Conservatorio Provincial Mario Zambonini. Profesor en la Escuela Normal de Maestras y el Colegio Nacional de Catamarca, fue asimismo miembro de la Junta de Estudios Históricos y  Director del  periódico "El Ambato". 
Dueño de la finca "El Hospicio", en el Departamento Fray Mamerto Esquiú, desarrollo tareas agro ganaderas. La escritora  Gabriela de la Orden en su trabajo “Catamarca después de la Revolución del 6 de septiembre de 1930” recuerda que “Acuña era un hombre alto, elegante, de tez morena y de profundos ojos verdes. Quienes lo conocieron lo pintan como muy jovial, bondadoso, con mucho “don de gente”, y por sobre todas las cosas honorable y honrado”.